# Sefton (Merseyside)
Sefton é uma aldeia e paróquia civil do Borough Metropolitano de Sefton em Merseyside, Inglaterra. Localizada ao sudoeste de Maghull e ao nordeste de Great Crosby, ela está na planície aluvionar do Rio Alt. A estrada B5422, Brickwall Lane, divide a aldeia e também passa pelo fosso de Sefton Old Hall, um monumento nacional reconhecido. No censo britânico de 2001, foi registrado que a população total era de 772 pessoas.
Historicamente uma parte de Lancashire, pensa-se que o nome Sefton é derivado da palavra da Língua nórdica antiga sef, significando "sedge" (junco) ou "rushes", plantas da família Juncaceae, e tún significando "farmstead" (palavra inglesa utilizada para denominar o conjunto da terra com as construções de uma fazenda). No passado Sephton era uma grafia alternativa.
A paróquia da Church of St Helen (Igreja Anglicana) – o único listed building de Grau I no Borough – foi inicialmente construída cerca de 1170 como uma capela privada da família Molyneux.
Essa aldeia é o lar da Sefton Parish Church, Saint Helen's Well, um relicário pré-reforma, o listado como Grau II 'Punch Bowl Inn' e o local de Sefton Mill datado da Idade Média. De acordo com o folclore local, Sefton Hall, uma fortaleza lealista, foi o cenário de um breve conflito durante a Guerra Civil Inglesa. A reitoria georgiana próxima à Sefton Parish Church foi demolida na década de 1970, entretanto os portões ainda se mantém na entrada para Glebe End. A casa do coadjutor, Lunt House, estava situada no Hamlet próximo de Lunt.